# Dumitru Muntean
Dumitru Muntean (Bender, 10 april 1985) is een Moldavisch voetbalscheidsrechter. Hij is in dienst van FIFA en UEFA sinds 2013. Ook leidt hij wedstrijden in de Divizia Națională.
Op 11 juli 2013 maakte Muntean zijn debuut in Europees verband tijdens een wedstrijd tussen Levadia Tallinn en Bala Town in de voorrondes van de UEFA Europa League; het eindigde in 3–1 in het voordeel van de Esten en de Moldavische leidsman trok viermaal een gele kaart. Zijn eerste interland floot hij op 11 oktober 2013, toen Faeröer met 1–1 gelijkspeelde tegen Kazachstan. Tijdens deze wedstrijd toonde Muntean aan één speler een gele kaart.

## Interlands
| Datum            | Plaats                  | Wedstrijd                   | Uitslag | Competitie             | Kreeg geel | Kreeg voor de tweede keer geel en dus rood | Weggestuurd |
| ---------------- | ----------------------- | --------------------------- | ------- | ---------------------- | ---------- | ------------------------------------------ | ----------- |
| 11 oktober 2013  | Tórshavn, Faeröer       | Faeröer – Kazachstan        | 1 – 1   | WK 2014 kwalificatie   | 1          | 0                                          | 0           |
| 5 september 2019 | Oslo, Noorwegen         | Noorwegen – Malta           | 2 – 0   | EK 2020 kwalificatie   | 2          | 0                                          | 0           |
| 11 oktober 2020  | Almaty, Kazachstan      | Kazachstan – Albanië        | 0 – 0   | Nations League 2020/21 | 4          | 0                                          | 0           |
| 2 juni 2021      | Minsk, Wit-Rusland      | Wit-Rusland – Azerbeidzjan  | 1 – 2   | Vriendschappelijk      | 6          | 0                                          | 0           |
| 12 juni 2022     | Skopje, Noord-Macedonië | Noord-Macedonië – Gibraltar | 4 – 0   | Nations League 2022/23 | 3          | 0                                          | 0           |
| 28 maart 2023    | Jerevan, Armenië        | Armenië – Cyprus            | 2 – 2   | Vriendschappelijk      | 5          | 0                                          | 1           |

Laatst bijgewerkt op 29 maart 2023.